# Endler fogasponty

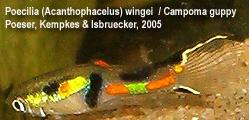
Endler fogasponty (Poecilia wingei)

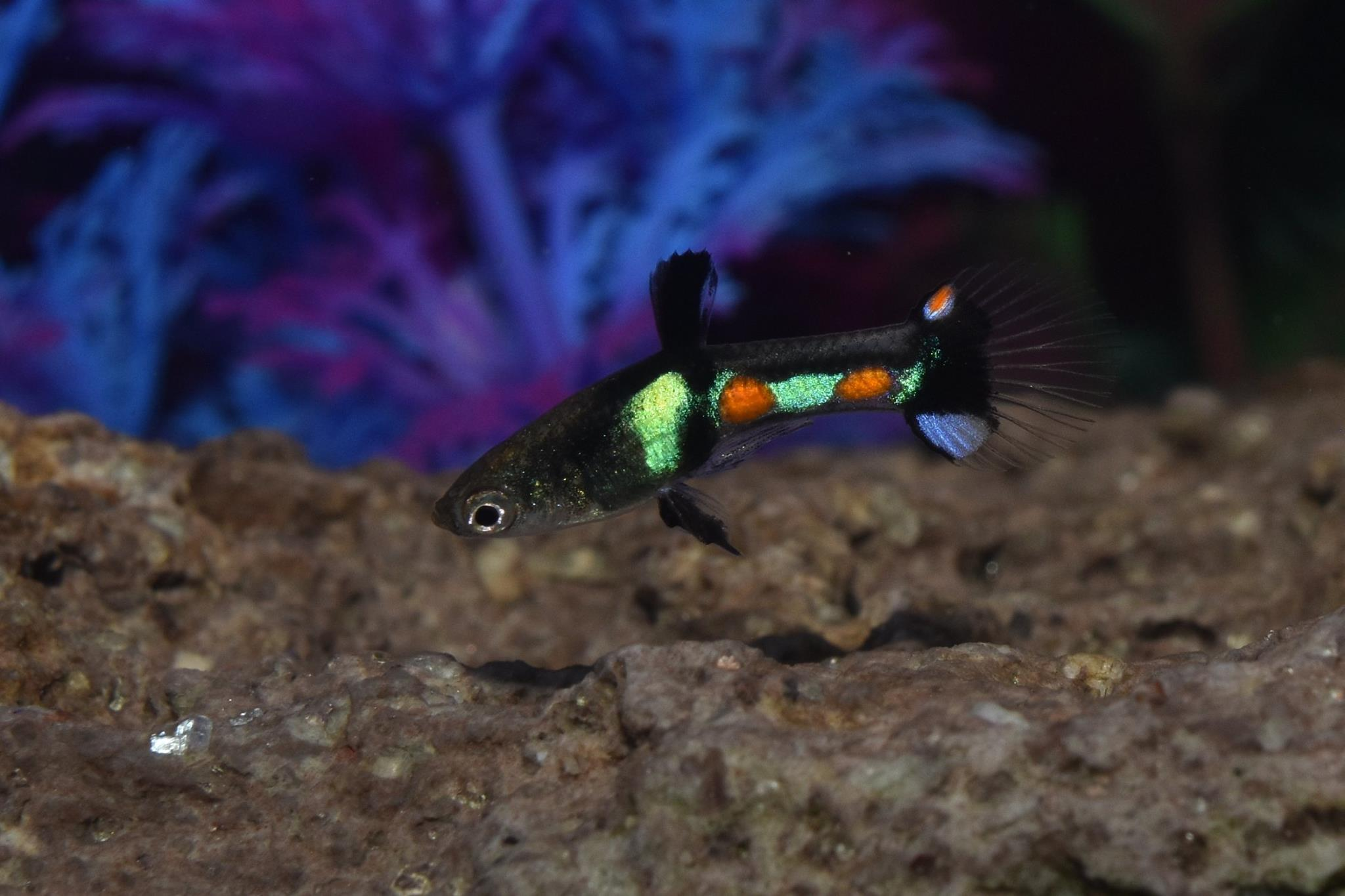
Endler fogasponty (Poecilia wingei)

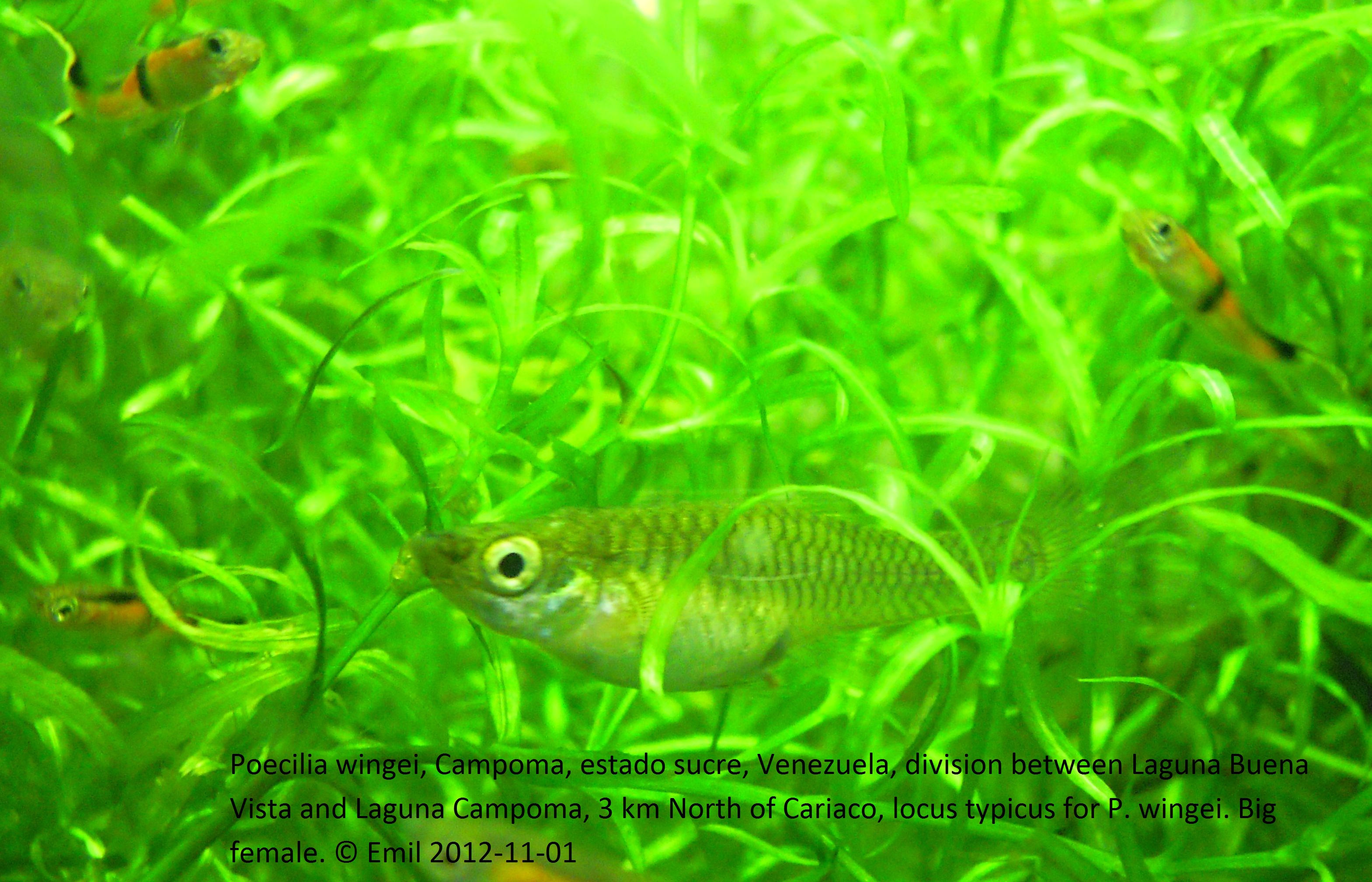
Endler fogasponty (Poecilia wingei)

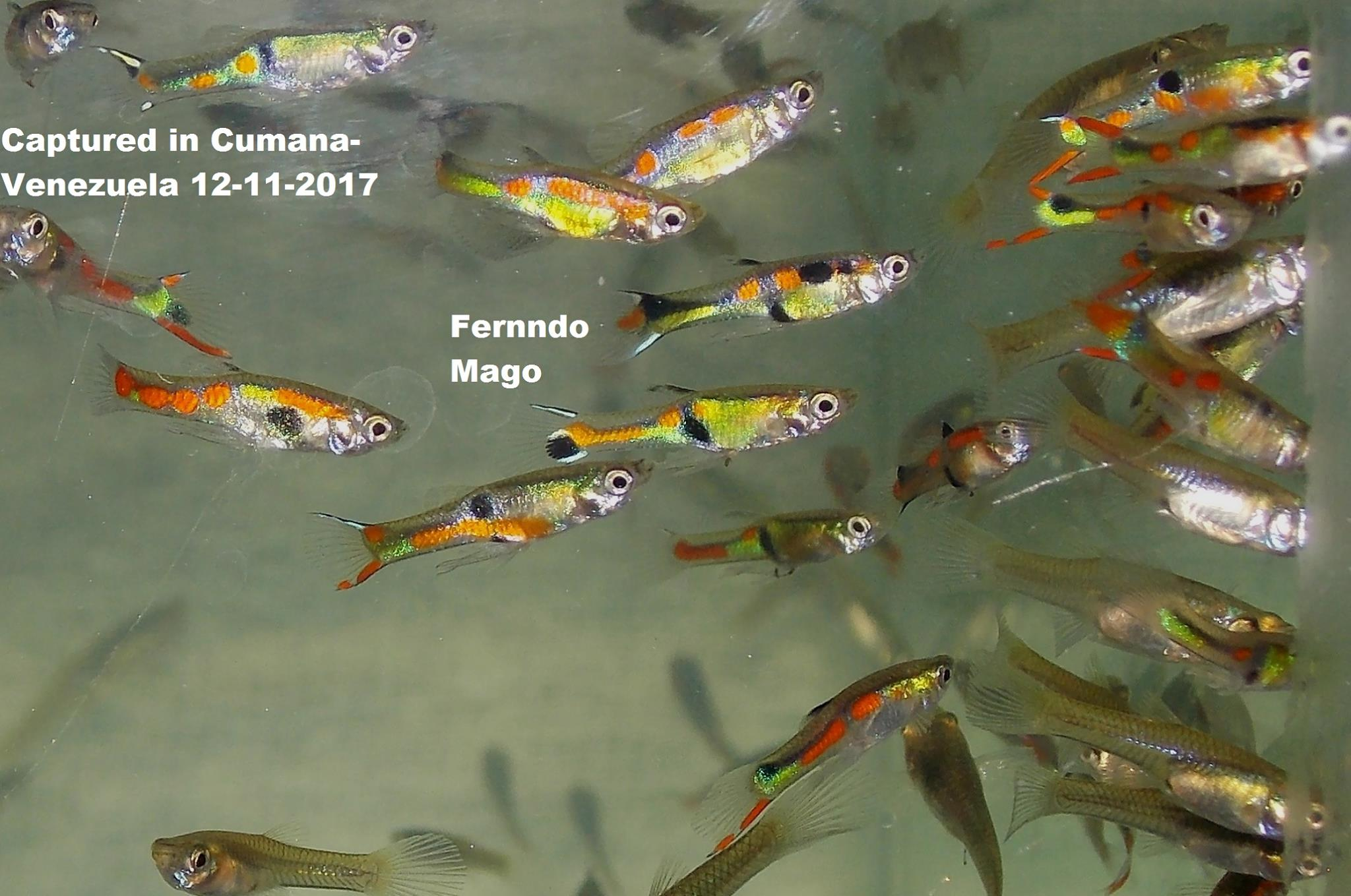
Vadbefogott endler fogaspontyok (Poecilia wingei)

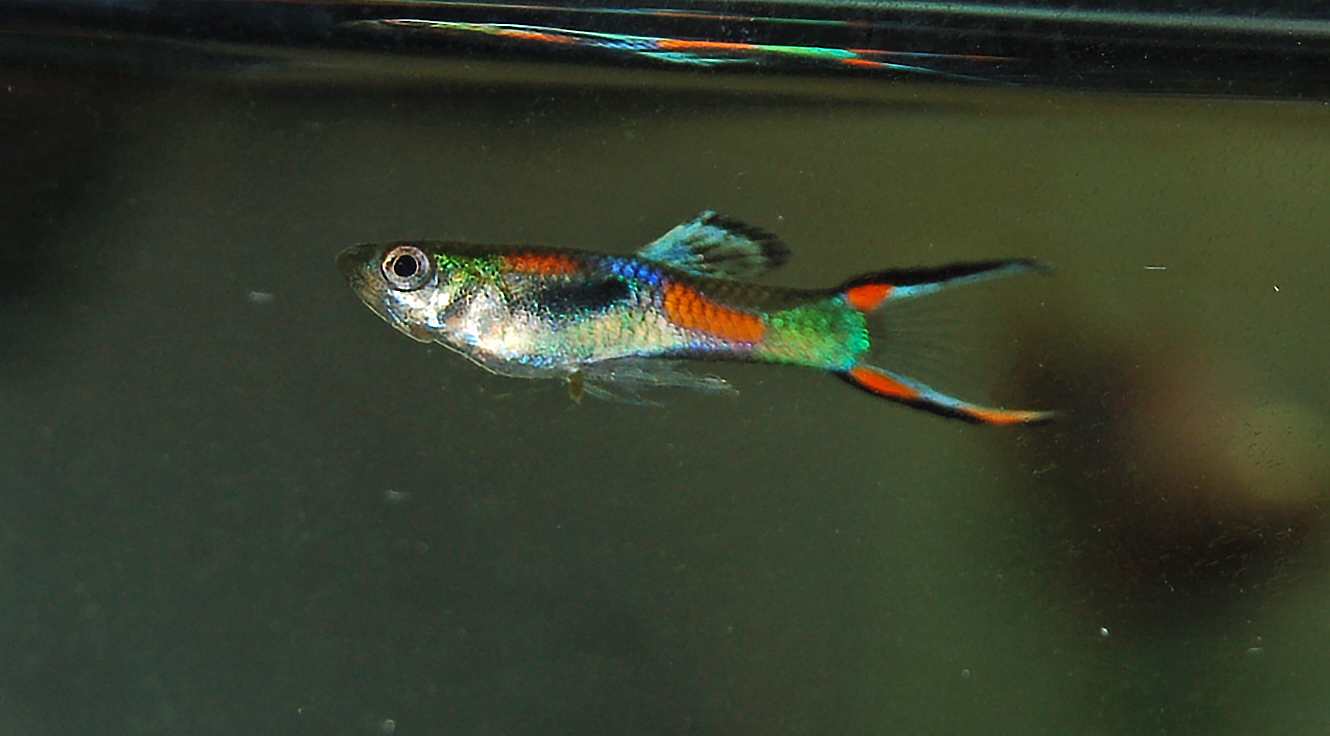
Hibrid black bar példány (Poecilia wingei x reticulata)

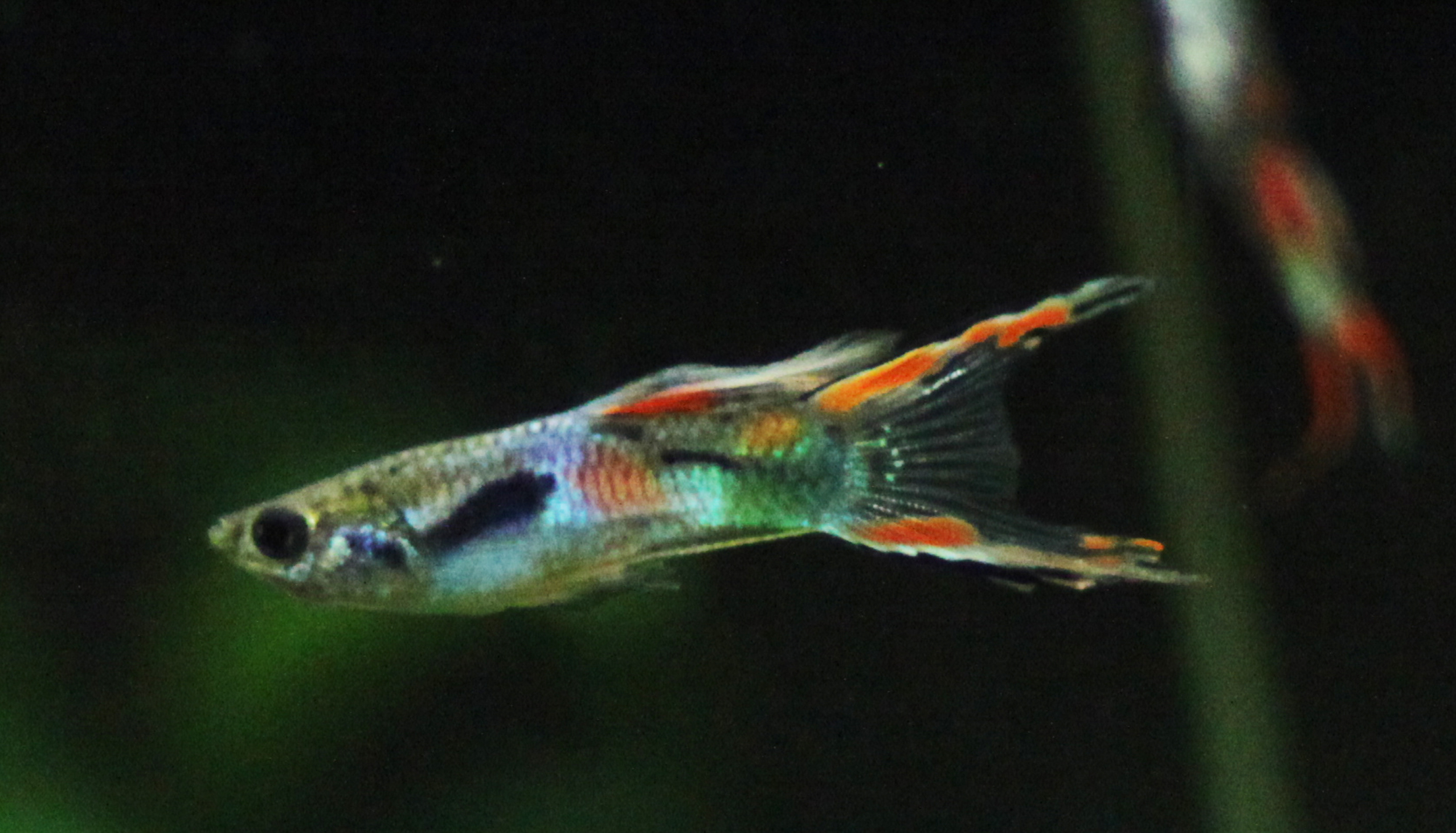
Hibrid black bar, guppira visszakereszteződve (Poecilia wingei x reticulata)

Az endler fogasponty (Poecilia wingei) az elevenszülő fogaspontyfélék családjába tartozó álelevenszülő halfaj. Egykor a szivárványos guppi alfajának tartották, mára genetikai vizsgálatok alapján kiderült, hogy attól különálló, ám nagyon közeli rokon faj, ezért a sokak által használt „endler guppi” név fajtiszta törzseknél helytelen és kerülendő.

## Előfordulása
A faj természetes előfordulási területe Venezuelában, Cumana és Campoma környékén van, ahol leginkább zavaros, meleg, gyakran nagyon kemény és félsós vizek lakója. Híres élőhelye a Laguna De Los Patos és a Campoma Laguna, ám több kicsi elszigetelt állománya is létezik.

## Veszélyeztető tényezők
2024-ben hivatalosan is felkerült a vörös listára veszélyeztetett fajként, fennmaradását a környezetszennyezés, a klímaváltozás és az élőhelyeiken nem őshonos szivárványos guppival való hibridizáció fenyegeti. A legnagyobb mértékű hibridizáció Cumana városközpontjában folyik, ahol a legtöbb megunt díszhalként tartott szivárványos guppit öntik ki a várost és környékét átszelő vízelvezető csatornákba. Ezekben az árkokban már nincs fajtiszta endler és összeköttetésben vannak az endlerek egyik híres élőhelyével, a Laguna De Los Patos-sal, így főleg esőzések alkalmával nagymértékű genetikai szennyezés történik az ott élő állományban a vízelvezetőkből kimosódó hibrideknek köszönhetően. Hasonló genetikai szennyezés más állományokban is előfordul, sok újabban befogott vad példány guppi jellegeket is magán hordoz. Egyik utolsó feltehetően tiszta állománya Tres Picos-ban található. Vad törzseinek tisztán történő megőrzése ezért kiemelten fontosnak tekinthető.

## Megjelenése
Küllemre a szivárványos guppi vad alakjára emlékeztetnek, viszont azoknál kisebbek, illetve hímjeik faroknyele a guppikkal ellentétben a hátúszó mögött hirtelen elvékonyodó, ezen kívül színeik is irizálóbbak. A hátúszó tipikusan lekerekített, a farokúszó esetleges kardjai nem nyúlnak meg mint a guppik esetében. Nőstényeik egyszerű szürkék, nagyobbak a hímnél.

## Életmódja
Főleg apró gerinctelenekkel, szerves törmelékkel és algákkal táplálkoznak. Szaporodását tekintve a faj álelevenszülő, az ikrákat a nőstény a testében hordozza amíg azok készen nem állnak a kikelésre, ezután a guppikkal ellentétben kevés számú (1–20, nagyobb nőstényeknél akár 30) ivadék jön világra.

## Az akváriumban
Könnyen tartható és szaporítható békés faj, bármilyen eleséget szívesen fogyaszt. A hobbiban szinte kizárólag a szivárványos guppival képzett hibrid törzsei terjedtek el, ezek tulajdonságaikat tekintve vagy valamely szülőfajra hasonlítanak, vagy átmeneti formákat mutatnak. Bár az endler hibridek többsége felelőtlenségből és nemtörődömségből jön létre, a komoly tenyésztők kemény szelekciós munkával több szép hibrid guppi vagy endler jellegű törzset hoztak létre.
Amennyiben eredeti endlereket akarunk tartani, kizárólag hozzáértő lehetőleg endler-specialista hobbitársunktól szerezzünk ismert és visszakövethető eredetű példányokat. Ne tartsuk őket együtt guppikkal, ugyanis könnyen kereszteződnek.
Ismertebb vad törzsek: 
- Black bar (Cumana)
- Lime green (Cumana)
- Red Chest (Cumana)
- El Tigre (Campoma)
- Rio Oro (Campoma)

Ismertebb vad eredetű hibrid törzsek:
- Staeck
- CU111

Ismertebb hibridizáció segítségével nemesített hibrid törzsek:
- Singa blue (Japánkék hibrideken létrejött mutáció)
- Skarlát (Magenta guppi x Black Bar endler)
- Japánkék (Japánkék endler x guppi)
- Black Silverado (Tuxedo guppi x El Silverado endler)